# Lacrimabili statu
Lacrimabili statu (lateinisch: Im beklagenswerten Zustand) ist der Titel einer Enzyklika von Papst Pius X. Sie datiert vom 7. Juni 1912 und trägt den Untertitel „Über die Indianer in Südamerika“.

## Anlass
Mehrfach hatten lateinamerikanische Bischöfe den Papst gebeten, seine Stimme gegen die Verletzungen der Menschenrechte der indigenen Völker Lateinamerikas zu erheben. Schließlich erhielt der Papst auch den Bericht des italienischen Herz-Jesu-Missionars Giovanni Genòcchi (1860–1926), der am Päpstlichen Römischen Priesterseminar Biblische Exegese und altorientalische Sprachen unterrichtet hatte, seine Professur aufgab, nachdem man ihm Modernismus vorgeworfen hatte, und daraufhin 1911 Südamerika bereiste. Er berichtete der Kurie über die unmenschlichen Lebensbedingungen der Indigenen, insbesondere im Einzugsgebiet des Putumayo.

## Inhalt
Eingangs verweist Pius X. auf das Schreiben Immensa pastorum (1741), in dem sein Vorgänger Benedikt XIV. bereits die Verhältnisse beim Umgang mit den Ureinwohnern Südamerikas beklagt habe. In Ergänzung hierzu erwähnt er die Apostolischen Rundschreiben In plurimis (1888) und Catholicae ecclesiae (1890) von Papst Leo XIII. Pius X. bemängelt das erneute Aufkeimen von Knechtschaft und Sklavenhaltung, den Verkauf von Frauen – und das, obwohl die Sklaverei untersagt wurde. Diese neuen Missstände seien auf die Begierde nach Grausamkeit und Habgier zurückzuführen. Ausdrücklich warnt er vor weiteren Massakern an den indigenen Völkern Südamerikas und vor der Zerstörung ganzen Dörfer, die als zum Aussterben der angestammten Bevölkerung führen könne.
Der Papst fordert die Bischöfe und Priester auf, sich schützend auf die Seite der Unterdrückten zu stellen. Eine weitere große Aufgabe sieht er in der Entsendung von Missionaren, die als ihre heiligste Pflicht die Hilfsbereitschaft betrachten müssten. Das Christentum müsse beispielgebend vorgelebt werden und die seelsorgerische Arbeit müsse statt nur mit Worten durch Taten bezeugt werden.

## Zum 100. Jahrestag
In einem Brief in spanischer Sprache an Erzbischof Rubén Salazar Gómez, Erzbischof von Bogotá und Präsident der kolumbianischen Bischofskonferenz vom 15. Juni 2012 erinnerte Papst Benedikt XVI. an die Enzyklika Lacrimabili statu. In allgemein gehaltenen Worten beklagt er in seinem Brief, dass die indigenen Völker Südamerikas nach wie vor marginalisiert würden, dass ihre Kultur nicht geachtet werde und dass sie von Vertreibungen und Gewalt betroffen seien. Er lobt diejenigen, die sich für sie einsetzten und einsetzen, und nennt namentlich die heiligen Toribio de Mogrovejo, Ezequiel Moreno, Roque González de Santa Cruz, Laura Montoya und Juan Diego Cuauhtlatoatzin sowie den seligen Ceferino Namuncurá.